# Siergiej Gałdunc
Siergiej Gałdunc, ros. Сергей Гургенович Галдунц (ur. 17 stycznia 1965 w Baku) – ormiański szachista, arcymistrz od 2003 roku.

## Kariera szachowa
W turniejach międzynarodowych zaczął uczestniczyć po rozpadzie Związku Radzieckiego. W 1991 r. zwyciężył w kołowym turnieju w Bad Wildbad, zdobył również tytuł mistrza Armenii. W 1994 r. podzielił I m. (wspólnie z Wjaczesławem Ikonnikowem i Wiktorem Kuprejczykiem) w otwartym turnieju w Schwäbisch Gmünd, natomiast w 1995 r. zwyciężył w Haßloch (wspólnie z Rolandem Schmaltzem) i Erfurcie (wspólnie z Janisem Klovansem). W 1996 r. wystąpił w trzeciej reprezentacji kraju na rozegranej w Erywaniu szachowej olimpiadzie, uzyskując 8 pkt w 12 partiach i zdobywając pierwszą normę na tytuł arcymistrza. W 1999 r. wypełnił w Bischwiller drugą arcymistrzowską normę (dzieląc I m. wspólnie z Józsefem Horváthem i Emilem Anką) oraz zwyciężył (wspólnie z m.in. Lwem Gutmanem i Wjaczesławem Ikonnikowem) w Wiesbaden. W 2003 r. zdobył trzecią normę na tytuł arcymistrza, zajmując III m. (za Jewgienijem Agrestem i Michaelem Prusikinem) w Griesheim. W 2005 r. zwyciężył w Norderstedt, w 2006 r. – w Walldorfie, natomiast w 2007 r. podzielił II m. w Bad Wörishofen (za Bu Xiangzhim, wspólnie z m.in. Feliksem Lewinem, Olegiem Romaniszynem i Stanisławem Sawczenko).
Najwyższy ranking w karierze osiągnął 1 lipca 2001 r., z wynikiem 2514 punktów zajmował dzielił wówczas 11-12. miejsce wśród ormiańskich szachistów.